# Hitachi (azienda)
Hitachi Inc. (株式会社日立製作所?, Kabushiki-gaisha Hitachi Seisakusho) è una multinazionale giapponese, con sede a Tokyo, con interessi in molteplici settori tra cui elettronica, elettrotecnica, macchine movimento terra, costruzioni ferroviarie e, assieme a General Electric Power, reattori nucleari.
È quotata alla Borsa di Tokyo negli indici Nikkei 225 e Topix. Nel 2012 era al 38º posto del 2012 Fortune Global 500 e 129° nel 2012 Forbes Global 2000.

## Storia
Hitachi fu fondata nel 1910 dall'ingegnere elettrico Namihei Odaira nella Prefettura di Ibaraki. La prima produzione era costituita da motori elettrici a induzione della potenza di 5 HP.
Collegata inizialmente alla compagnia mineraria Fusanosuke Kuhara di Hitachi (Ibaraki), Odaira spostò la sede a Tokyo nel 1918, allargando il settore di attività anche ad altri ambiti tra cui le costruzioni ferroviarie.
Convertita alla produzione bellica durante la seconda guerra mondiale si trovò con gli Alleati che bombardarono le fabbriche e, al termine del conflitto, estromisero Odaira. Solo dopo tre anni di trattative l'azienda fu autorizzata a riprendere la produzione in 19 impianti industriali, diventando nel 1949 un'azienda pubblica.
Nel 1959 iniziò la produzione in Nord America con la fondazione della Hitachi America Ltd, mentre la fondazione della Hitachi Europe, Ltd risale al 1982,

## Le produzioni
Hitachi produce climatizzatori, batterie, accessori per la registrazione audio/video (col marchio Maxell), proiettori, televisori, software, macchine movimento terra, utensili elettrici e molti altri prodotti.

### Elettronica
Dagli anni '60 agli anni '80 è stata una produttrice di apparecchiature audio per i consumatori come radio portatili e registratori di cassette. Nel 2002 ha acquistato le tecnologie IBM nel settore hard disk diventando un produttore di dischi rigidi per computer portatili o lettori audio portatili. Nel 2007 è stato il primo produttore di dischi rigidi insieme a Seagate a produrre un disco fisso da 3,5 pollici da 1 terabyte: il Deskstar 7K1000. Nel 2011 il ramo produttivo di hard disk è stato acquisito dalla Western Digital.
Nell'ottobre 2007 ha annunciato l'intenzione di abbandonare il settore dei personal computer dati i bassi margini e la forte concorrenza.

### Costruzioni ferroviarie
Produce locomotive, tra le quali la locomotiva elettrica politensione EF81, treni multifunzionali per ferrovie urbane e veloci e treni completi per alta velocità; il marchio è presente nelle ferrovie di molti paesi del mondo.
È anche il progettista e costruttore di molti modelli di treni ad alta velocità Shinkansen tra cui l'attuale Shinkansen Serie 700.
Dal 2009 le ferrovie Britanniche hanno in servizio una serie di treni Class 395, prodotti in collaborazione con l'azienda giapponese, destinati ad un servizio pendolare ad alta velocità (con percorrenze ad una media di 200 km/h) che unisce la rete urbana periferica di Londra col centro stesso della città.

### Hitachi in Italia

Hitachi sponsor di maglia del nella stagione 1982-1983

Hitachi controlla alcuni marchi italiani di produttori di batterie, come Fiamm.
Nel febbraio 2015 acquisisce la proprietà di AnsaldoBreda, principale società italiana nel settore ferroviario, per un valore totale di 36 milioni di euro da Finmeccanica ribattezzandola Hitachi Rail Italy. Nell'operazione è compreso anche il 51% di Ansaldo STS, dal valore complessivo di 791 milioni di euro. Nel febbraio 2017 acquisisce il 51% di Fiamm Energy Technology, batterie per auto.
Gli stabilimenti di Pistoia, Napoli e Reggio Calabria, con 1.930 dipendenti, passano cioè sotto il controllo della nuova compagnia giapponese, così come la maggior parte delle commesse tra cui Trenitalia (Frecciarossa 1000 e le opzioni su Vivalto), Trenord (TSR), Azienda Trasporti Milanesi (Leonardo e Meneghino). Rimangono esclusi dall'accordo lo stabilimento di Carini e i contratti firmati con Società Nazionale delle Ferrovie del Belgio e Nederlandse Spoorwegen attinenti alla vicenda Fyra, rimasti di competenza di Finmeccanica.
Tra il 2015 ed il 2016 Hitachi Rail Italy vince la gara da 500 milioni di euro di Great Western Rail per la realizzazione di 29 treni AT300 che verranno prodotti a Pistoia e quella indetta da Trenitalia per i primi 39 Rock (333 milioni, opzionabili fino a 300, per un totale di 2.6 miliardi).
Nel 2017 le attività delle 11 società che l'Hitachi ha in 14 regioni italiane sono state riunite nella nuova One Hitachi: ricavi 2016 a 1,2 miliardi (+34% in un anno secondo uno studio di The European House Ambrosetti) e 5.000 occupati (+31%, in Europa ne impiega 21.000). Il presidente del gruppo giapponese, Toshiaki Higashihara, ha nominato una country manager Italia, Lorena DellaGiovanna.
Dal 1982 al 1983 è stata, in Italia, lo sponsor del Milan e dal 1991 al 1992 quello del Lecce.

## Galleria d'immagini

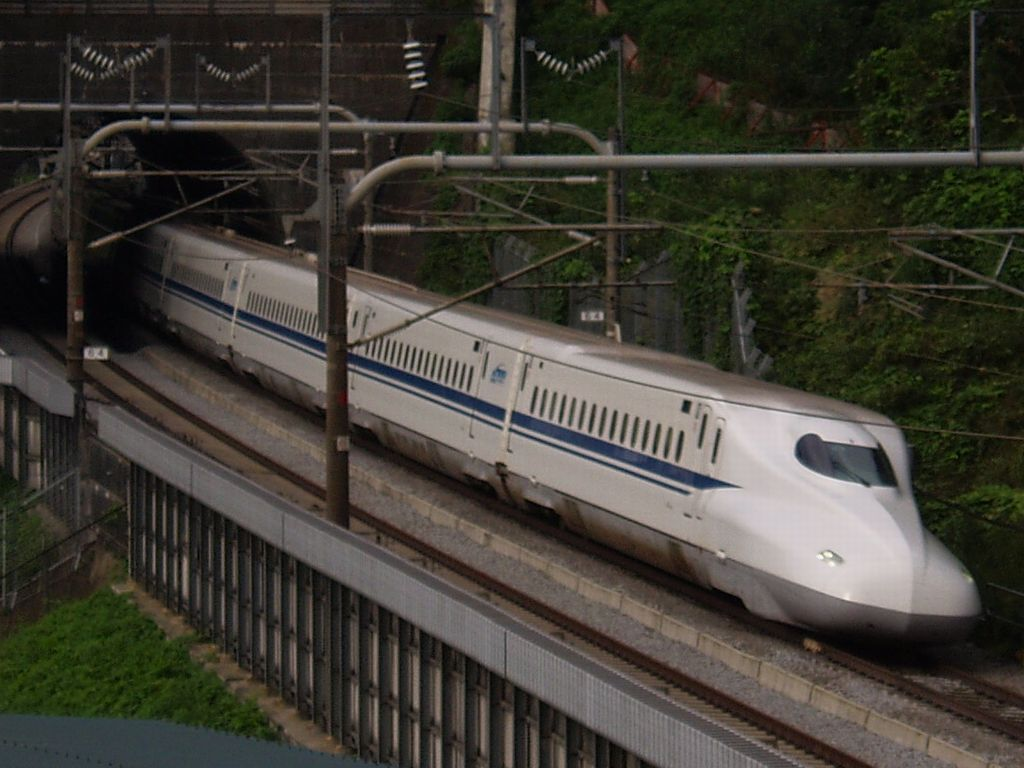
Hitachi N700 Serie Shinkansen
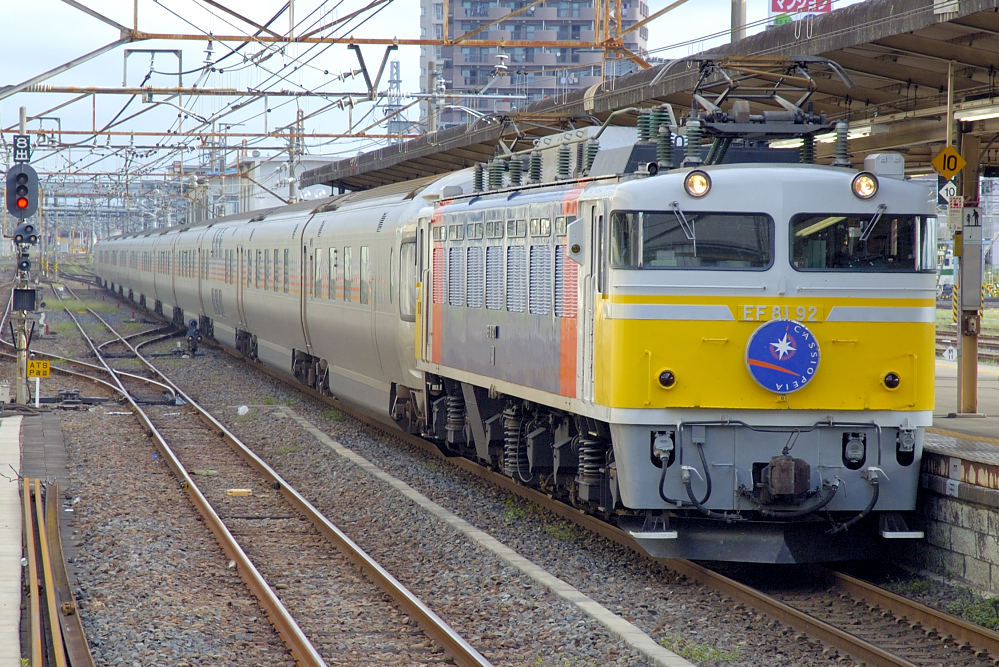
Locomotiva EF81 al traino di un convoglio viaggiatori
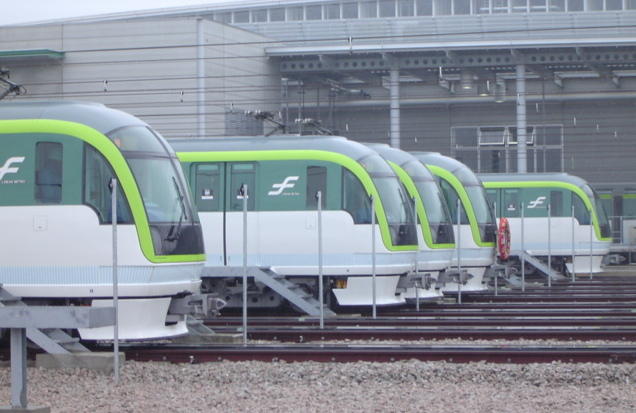
Serie 3000 automatic, entrata in servizio a Fukuoka in febbraio 2005
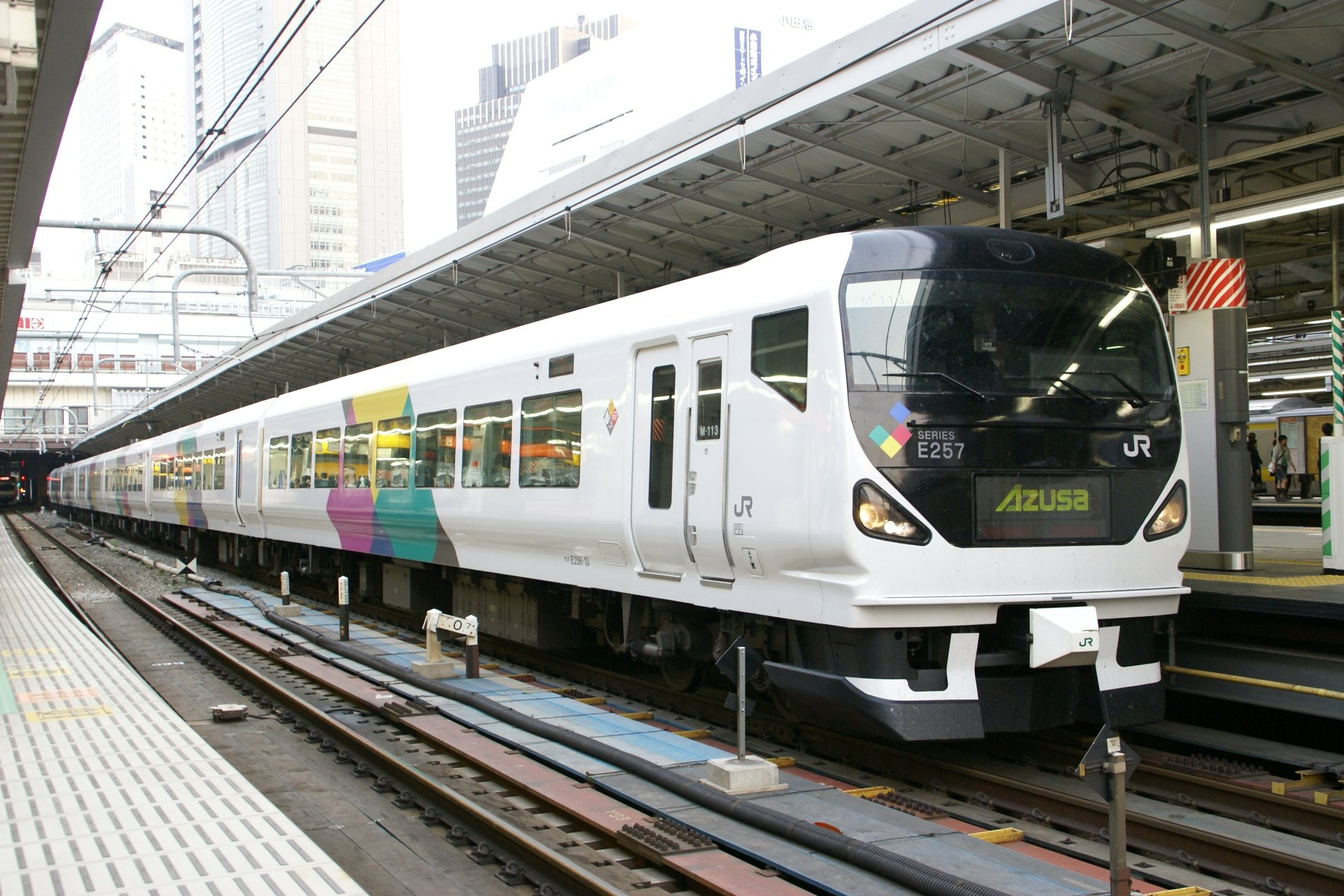
Convoglio serie E257 in Giappone
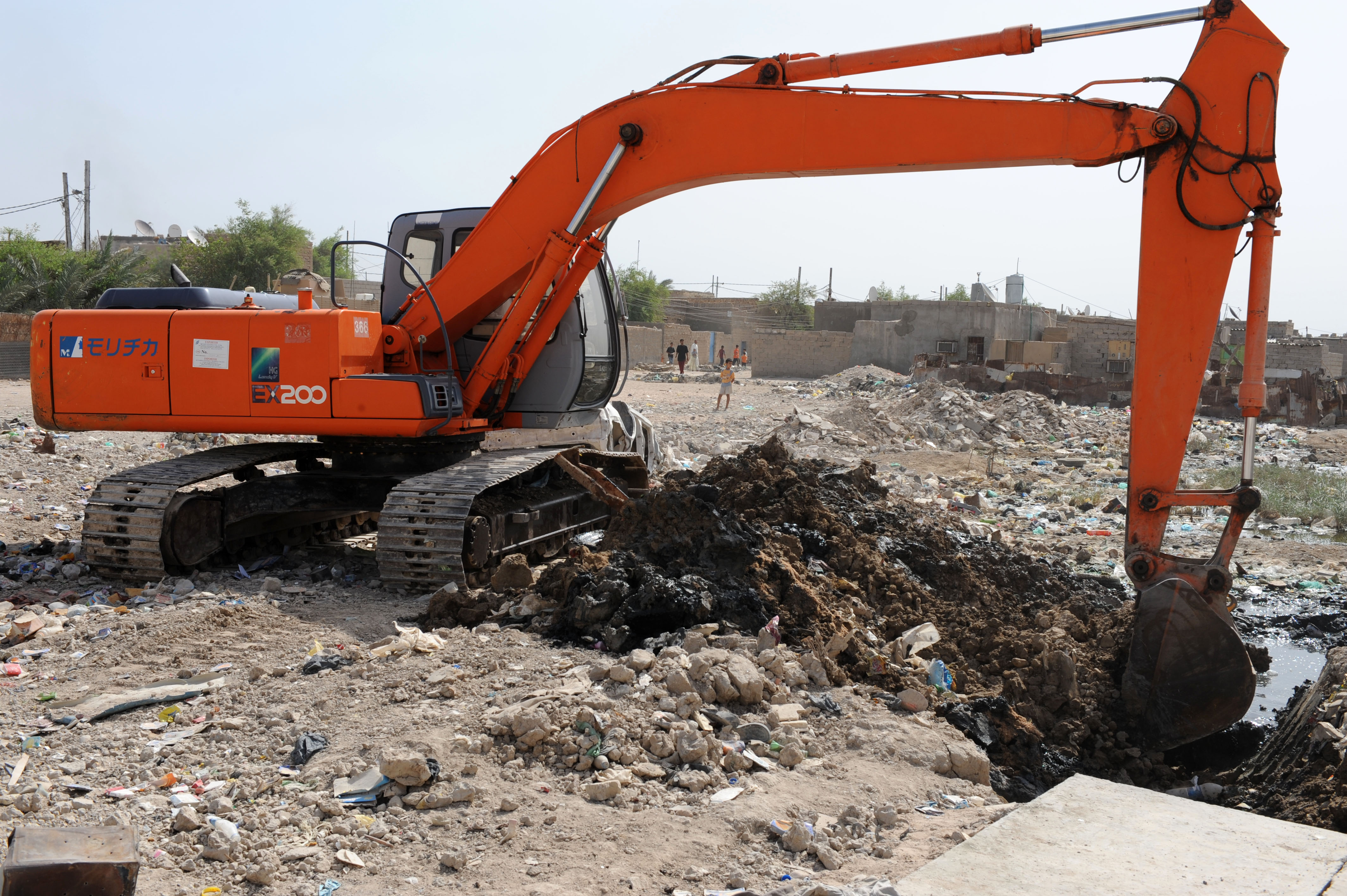
Escavatore Hitachi EX200
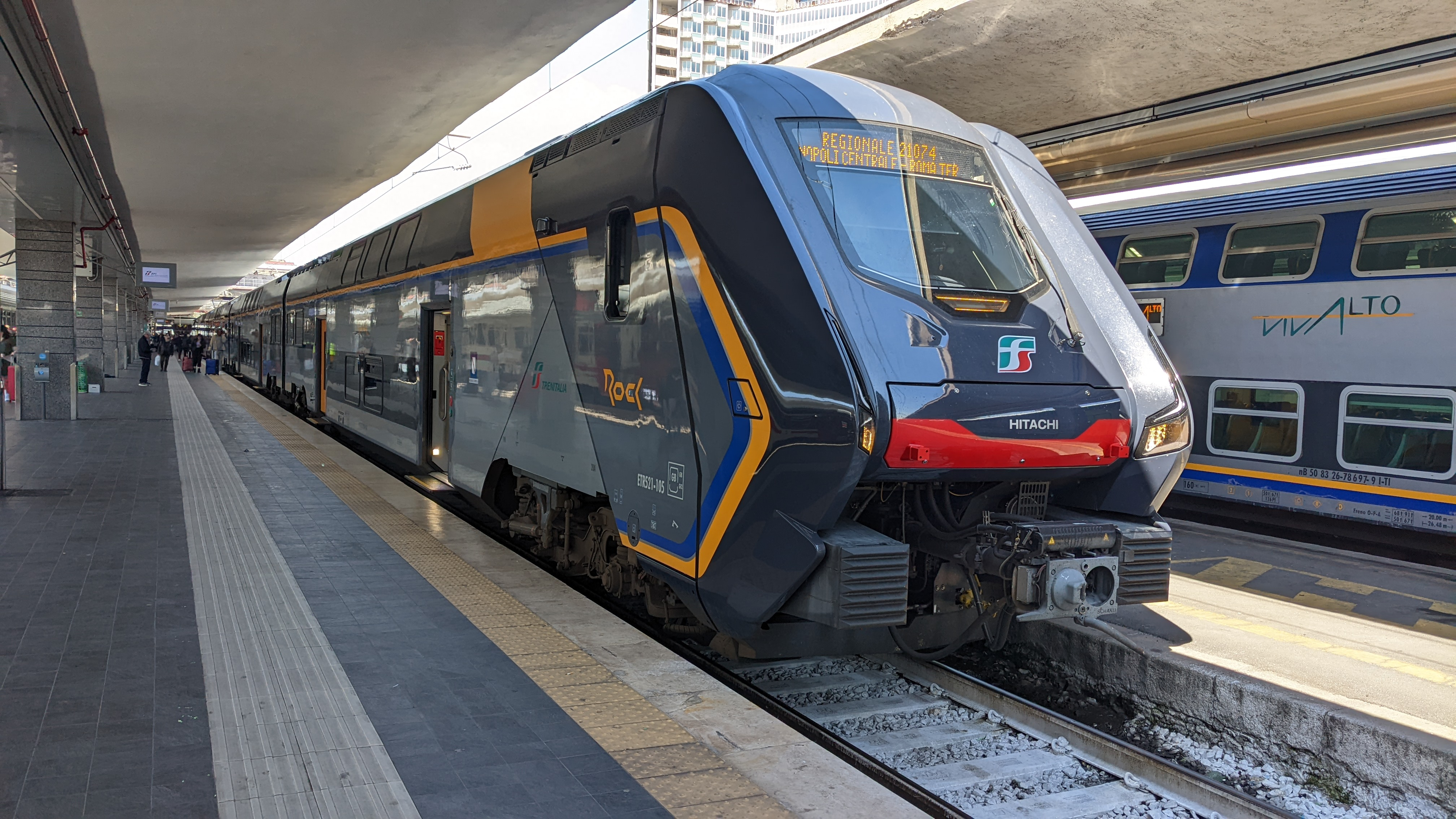
Fronte del treno Hitachi ETR 421 521 621 'Rock' Caravaggio EMU con Regione Campania alla stazione ferroviaria di Napoli Centrale a Napoli, Italia